# Marc Bungenberg
Marc Bungenberg (* 22. August 1968 in Hannover) ist ein deutscher Jurist und Hochschullehrer an der Universität des Saarlandes.

## Leben
Bungenberg studierte nach Ableistung seines Grundwehrdienstes bei der Bundeswehr ab 1990 Rechtswissenschaften an der Universität Hannover. Dieses beendete er 1994 mit dem Ersten Juristischen Staatsexamen. Dem schloss er ein LL.M.-Studium an der Universität Lausanne an, wo er 1995 den Titel Master of Laws erwarb. 1996 kehrte er nach Deutschland zurück, um am Kammergericht sein Referendariat ableistete. 1998 legte er in Berlin sein Zweites Staatsexamen ab. Ein Jahr später schloss Bungenberg bei Hans-Ernst Folz an der Universität Hannover seine Promotion zum Dr. iur. ab. 2006 habilitierte er sich bei Karl Meessen an der Universität Jena und erhielt die venia legendi für die Fächer Öffentliches Recht, Europarecht, Völkerrecht und Internationales Wirtschaftsrecht.
Es folgten Lehrstuhlvertretungen an den Universitäten München, Dresden, Nürnberg-Erlangen und Siegen. Ab Januar 2011 hatte Bungenberg den ordentlichen Lehrstuhl für Öffentliches Recht, Europarecht, Völkerrecht und Internationales Wirtschaftsrecht an der Universität Siegen inne. Im März 2011 war er Gastprofessor an der Universität Sydney, seit September 2011 ist er ständiger Gastprofessor an der Universität Lausanne. Seit Februar 2015 hat Bungenberg den Lehrstuhl für Öffentliches Recht, Völkerrecht und Europarecht an der Universität des Saarlandes inne.

## Veröffentlichungen (Auswahl)
- Art. 235 EGV nach Maastricht – Die Auswirkungen der Einheitlichen Europäischen Akte und des Vertrages über die Europäische Union auf die Handlungsbefugnis des Art. 235 EGV. Nomos, Baden-Baden 1999, ISBN 978-3-7890-6218-6 (Dissertation).
- Vergaberecht im Wettbewerb der Systeme – Eine rechtsebenenübergreifende Analyse des Vergaberechts. Mohr Siebeck, Tübingen 2007, ISBN 978-3-16-149309-6 (Habilitationsschrift).